# Phalacronotus
Phalacronotus es un género de peces actinopeterigios de agua dulce, distribuidos por ríos y lagos de Asia.

## Especies
Existen cuatro especies reconocidas en este género:
- Phalacronotus apogon (Bleeker, 1851)
- Phalacronotus bleekeri (Günther, 1864)
- Phalacronotus micronemus (Bleeker, 1846)
- Phalacronotus parvanalis (Inger y Chin, 1959)